# Cueta bolangirensis
Cueta bolangirensis är en insektsart som beskrevs av Soumyendra Nath Ghosh 1984. Cueta bolangirensis ingår i släktet Cueta och familjen myrlejonsländor. Inga underarter finns listade i Catalogue of Life.